# Останнє запитання
«Оста́ннє запита́ння» (англ. The Last Question) — науково-фантастичне оповідання американського письменника Айзека Азімова, вперше опубліковане у листопаді 1956 року в журналі «Science Fiction Quarterly». Увійшло до збірок «Дев'ять завтра» 1959, «Сни робота» 1986. За словами автора, це його улюблене оповідання. Воно поєднує наукові, теологічні та філософські запитання.

## Сюжет
| Останнє запитання перший раз було задане напівжартома 21 травня 2061 року, коли людство вперше увійшло у світло. Питання виникло в результаті п'ятидоларового парі за коктейлями. Ось як це сталося... |
Оповідання складається з семи епізодів у майбутньому, де описується розвиток поколінь комп'ютера Мультивак (чи скорочено АК — від аналоговий комп'ютер) аж до вселенських масштабів і його служіння людству.
У всіх епізодах різні особи ставлять одне і те саме запитання, а саме: як відвернути шкоду людству від теплової смерті всесвіту. Вони запитують: «Як різко зменшити загальну ентропію всесвіту?» Це запитання еквівалентне запитанню: «Чи можна обернути дію другого закону термодинаміки?»
Кожен раз Мультивак відповідає: «Недостатньо інформації для змістовної відповіді».
Перший епізод відбувається 2061 року, коли людство повністю перейшло на забезпечення себе енергією отриманою із Сонця. Кожен наступний епізод переносить читачів далі у майбутнє і показує наскільки змінився Мультивак і самі люди.
В останньому епізоді богоподібна постлюдина із об'єднаною свідомістю всіх людей всесвіту, спостерігаючи загасання останніх зірок, задає нащадку Мультивака (який повністю знаходиться в гіперпросторі поза гравітацією і часом) останнє запитання, перед тим як повністю злитись з ним і зникнути. Але Мультивак все ще не може дати відповідь, хоча навіть після зникнення простору і часу продовжує обдумувати відповідь. Коли ж Мультивак знаходить відповідь, то вже немає кому її розповісти, тому він просто реалізовує її — почати історію всесвіту заново.
Оповідання закінчується словами:

| І сказав АК: „Хай станеться світло!“ І сталося світло. [1] |